# والفورد، راس-آن-وای
والفورد (به انگلیسی: Walford) یک روستا و محله مدنی در بریتانیا است که در هرفوردشر واقع شده‌است. والفورد ۱٬۵۰۴ نفر جمعیت دارد.